# Amarant (Farbe)
Der Farbbegriff amarant ist vom in dieser Farbe blühenden roten Amarant abgeleitet und bezeichnet ein starkes, meist leuchtendes Rot, das leicht ins Bläuliche geht, weniger bläulich als das Magenta des Vierfarbdrucks aus dem CMY-Farbraum und in aller Regel nicht so blass wie Rosa.
Nach Maerz & Paul tauchte im Englischen die Bezeichnung amaranth für eine Farbe erstmals bereits im Jahre 1690 auf.
Der Azofarbstoff Amaranth findet auch als Lebensmittelfarbe Verwendung und ist in Europa als Lebensmittelzusatzstoff E 123 zugelassen.

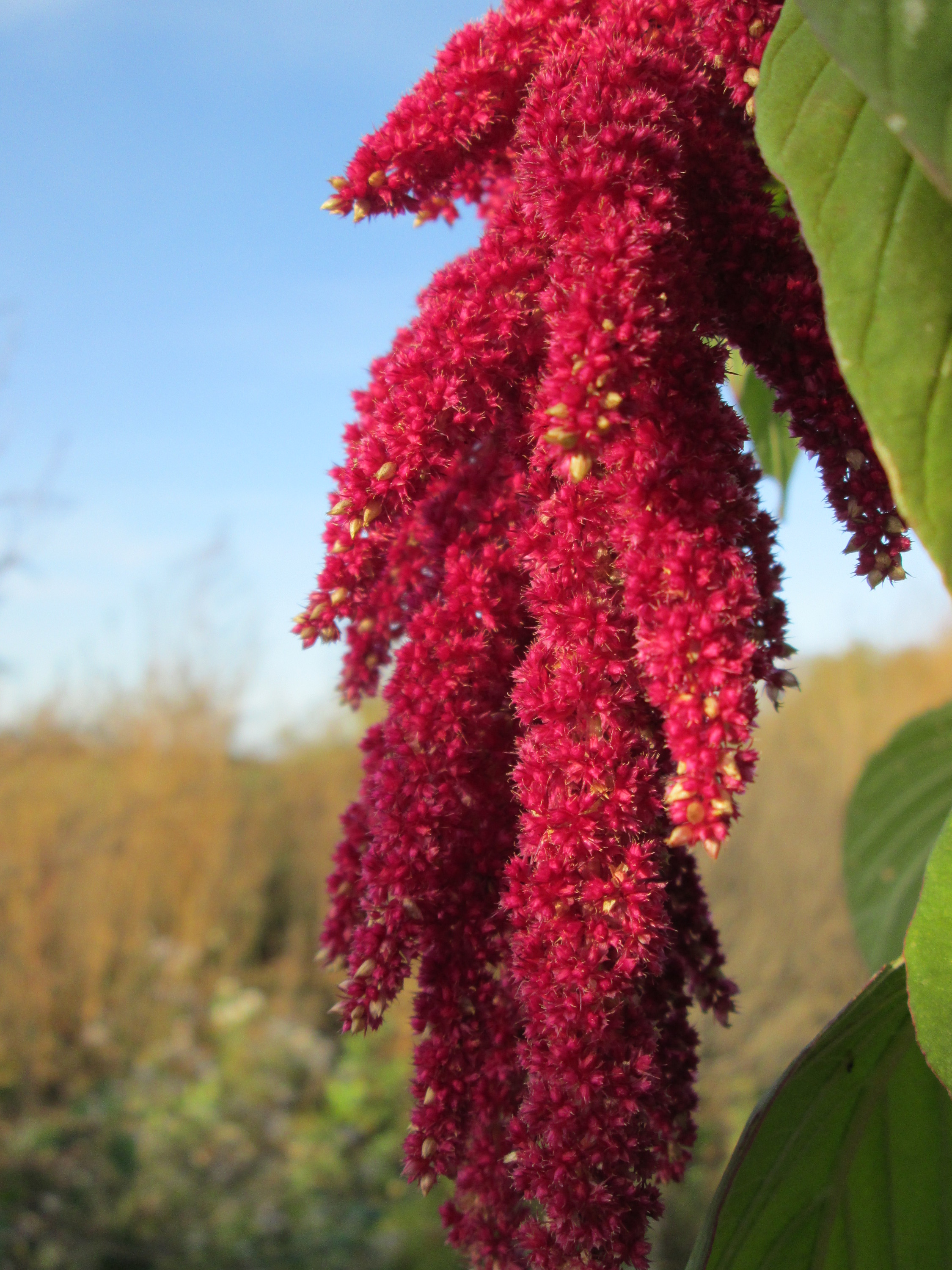
Garten-Fuchsschwanz (Amaranthus caudatus) in typischem Amarantrot

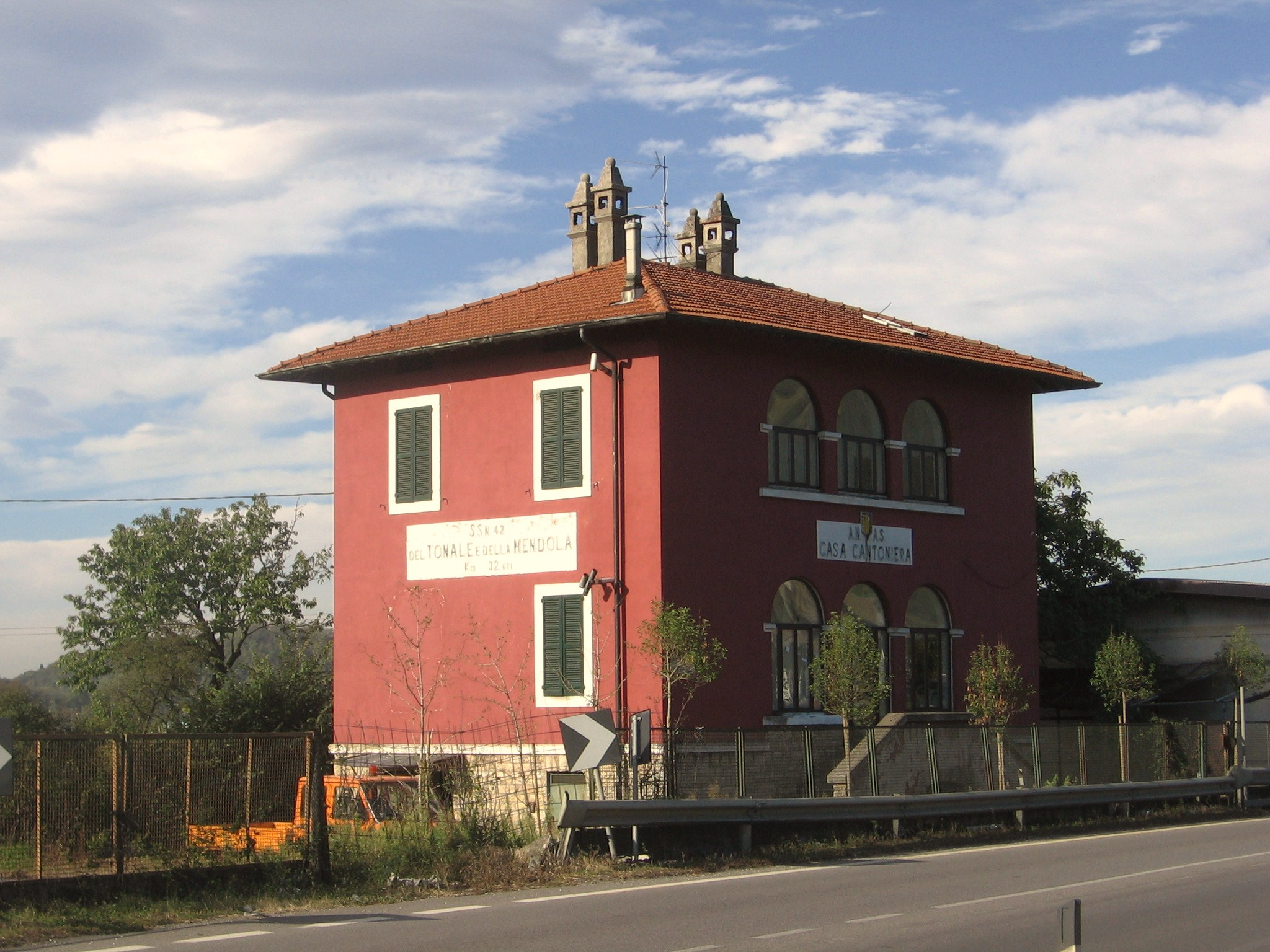
Typisch amarantfarbene Casa Cantoniera (Bright Amaranth Pink)

## Etymologie
Das Wort Amaranth kommt aus dem Griechischen [ἀμάραντος, Amarantos].  Dies bedeutet so viel wie „nicht vergehend“, also „immer blühend“.  In der griechischen Mythologie ist Amarantos eine ewig blühende Blume, die von den Göttern gut versteckt wurde.  Wer sie aber findet, wird unsterblich.

## Verwendung
Im französischen Universitätssystem tragen die Talare der traditionellen Fakultäten (Théologie, Droit, Médecine, Sciences exactes et expérimentales, Sciences, Arts) verschiedene Leitfarben, wobei Sciences exactes et expérimentales durch die Farbe Amarante repräsentiert wird.
Die Mitglieder der Burschenschaft Alemannia Stuttgart tragen amarantrote Mützen.
Die Case Cantoniere genannten Wartungshäuser der italienischen Straßenbetriebsgesellschaft ANAS sind in diesem Farbton gestrichen.

## Farbvarianten
Wie man aus den folgenden Beispielfarbtönen und ihren Farbwerten ersehen kann, haben Amarant-Farbvarianten einen hohen oder sehr hohen Rotanteil und enthalten immer mehr Blau als Grün.
| Schattierungen von Amarant mit RGB-Werten | Schattierungen von Amarant mit RGB-Werten | Schattierungen von Amarant mit RGB-Werten | Schattierungen von Amarant mit RGB-Werten  |
|                                           | hexadezimal                               | dezimal                                   | Englische Bezeichnung                      |
| ----------------------------------------- | ----------------------------------------- | ----------------------------------------- | ------------------------------------------ |
| _                                         | #DDBEC3                                   | 221, 190, 195                             | Pale Amaranth Pink                         |
| _                                         | #F19CBB                                   | 241, 156, 187                             | Amaranth Pink                              |
| _                                         | #FF355E                                   | 255, 053, 094                             | Bright Amaranth Pink (Crayola Radical Red) |
| _                                         | #E52B50                                   | 229, 043, 080                             | Amaranth                                   |
| _                                         | #ED3CCA                                   | 237, 060, 202                             | Amaranth Magenta                           |
| _                                         | #CD2682                                   | 205, 038, 130                             | Amaranth Cerise                            |
| _                                         | #AB274F                                   | 171, 039, 079                             | Amaranth Purple                            |
| _                                         | #9F2B68                                   | 159, 043, 104                             | Amaranth Deep Purple                       |